# Astragalus rupifragus
Astragalus rupifragus är en ärtväxtart som beskrevs av Pall.. Astragalus rupifragus ingår i släktet vedlar, och familjen ärtväxter. Inga underarter finns listade i Catalogue of Life.